# DTV Shredder
DTV Shredder — гусеничный самокат, персональное средство передвижения на базе двух гусеничных траков (DTV — Dual Tracked Vehicle). Разработан в 2010 году Беном Гулаком. Оборудован бензиновым двигателем внутреннего сгорания марки Honda объёмом 200 см³. Максимальная скорость передвижения: 48 километров в час, или 30 миль в час. Способен преодолевать уклоны до 40 градусов.
Крутящий момент — 16 (футов / фунт) = 10.7515036 м / кг, ход подвески — 3 дюйма, радиус разворота — 4 фута, то есть 1,22 метра (аппарат не способен разворачиваться «по-танковому», на месте). Грузоподъемность устройства составляет 550 кг (включая водителя). Запас хода устройства — 1 час при полностью открытой дроссельной заслонке. Есть возможность дистанционного управления.
DTV Shredder позиционируется как модульное транспортное средство. Он может быть оснащён различным оборудованием для выполнения различных задач. Из подобных модификаций известна пока только возможность установки прицепа и глушителя. Так же поликарбонатная ручка, за которую держится ездок, съёмна и не содержит органов управления.
Компания-производитель рассчитывает на успех устройства у военных, как средство для передвижения разведчиков или транспортировки раненых солдат. Однако скутер так же будет в доступен для покупки любому человеку.